# SECORE
SECORE (acronyme de SExual COral REproduction, en français REproduction SExuée des COraux) est une organisation internationale à but non lucratif œuvrant pour la conservation des récifs coralliens. 
Ce groupe compte plus de soixante membres en Amérique du Nord, Europe et Japon, dans des aquariums publics, des instituts de recherche, des universités...
Créée en 2001 au zoo de Rotterdam aux Pays-Bas, SECORE développe de nouveaux outils et méthode pour la reproduction et préservation des coraux en aquarium, en s'appuyant sur des études prédisant que les coraux disparaîtront dans quelques décennies à cause du changement climatique.